# Francis Heron
Charles Francis William Heron (Uxbridge, 1853 – 23 ottobre 1914) è stato un calciatore inglese, di ruolo attaccante.

## Biografia
Giocò con suo fratello, Hubert, sia nel Wanderers sia nella Nazionale inglese.

## Carriera
Gioca nella squadra di Uxbridge prima di passare al Wanderers, dove vince una FA Cup nel 1876. In seguito veste anche le casacche di Swifts e di Windsor & Eton.
Si guadagna da vivere come commerciante di vino a Bournemouth, assieme al fratello.

### Nazionale
Esordisce il 4 marzo 1876 giocando assieme al fratello contro la Scozia (3-0).

## Palmarès

### Club

#### Competizioni nazionali
- Coppa d'Inghilterra: 2

Wanderers: 1875-1876, 1876-1877